# Дееспособность
Дееспосо́бность — способность распоряжаться своими правами и нести обязанности.
Дееспособность предполагает осознанность действий субъекта. Полная дееспособность наступает по достижении совершеннолетия. Ограничение дееспособности возможно только в случаях и порядке, предусмотренных законом.

## Виды и типы
Существуют следующие виды и типы:
- Полная дееспособность[1]
- Ограниченная дееспособность[2][3][4]
- Гражда́нская дееспособность — способность гражданина своими действиями приобретать и осуществлять гражданские права, создавать для себя гражданские обязанности и исполнять их.
- Процессуа́льная дееспособность — способность своими действиями осуществлять процессуальные права и исполнять процессуальные обязанности (в суде).

Недееспособными в гражданском праве являются те, которые не могут сознательно выражать свою волю, т. е.  несовершеннолетние и психически больные, в некоторых странах ранее также глухонемые и немые, расточители и несостоятельные должники. В истории встречаются, кроме названных, ещё ограничения дееспособности женщины, которая долгое время считалась неспособной к заведованию своими гражданско-правовыми делами без посредства опекуна — своего отца, мужа или взрослого сына. В современном праве большинства стран все ограничения дееспособности женщины отсутствуют.

## Гражданская дееспособность по праву России

### Возраст и дееспособность
Хотя лицо считается правоспособным с момента рождения, дееспособность приобретается постепенно по мере взросления. Гражданское законодательство выделяет категорию малолетних лиц. В соответствии с Гражданским кодексом Российской Федерации, малолетними признаются лица, не достигшие четырнадцати лет. Законодательство разделяет малолетних на две возрастные группы: до шести лет и от шести до четырнадцати лет (п. 2 ст. 28 ГК РФ).
По общему правилу, малолетние не вправе самостоятельно совершать сделки. От их имени действуют родители, усыновители или опекуны с учётом ограничений, установленных пунктами 2 и 3 статьи 37 ГК РФ. Сделки, совершённые малолетним самостоятельно, признаются ничтожными согласно статье 172 ГК РФ.
Пункт 2 статьи 28 ГК РФ предусматривает исключения, позволяющие малолетним от шести до четырнадцати лет совершать:
- мелкие бытовые сделки;
- сделки, направленные на безвозмездное получение выгоды;
- сделки по распоряжению средствами, предоставленными законным представителем или с согласия третьего лица для определённой цели или свободного распоряжения.

Гражданский кодекс не предусматривает возможности совершения сделок малолетними до шести лет. В юридической доктрине они традиционно рассматриваются как полностью недееспособные. Однако, как отмечает В.А. Белов, фактическая практика отличается от формальных правовых норм. Малолетние до шести лет регулярно участвуют в различных мелких бытовых сделках:
- покупка товаров в розничной торговле: дети могут самостоятельно приобретать мелкие товары, такие как сладости, игрушки или канцтовары;
- обмен игрушками: дети обмениваются между собой игрушками, например, машинками, куклами или конструкторами;
- получение и дарение подарков: дети принимают подарки от сверстников или взрослых и дарят их сами, как недорогие сувениры, так и более ценные вещи;
- передача вещей во временное пользование: ребенок может дать другу поиграть своей игрушкой на время пребывания в гостях или на прогулке;
- хранение личных вещей: дети могут доверять свои вещи друг другу на хранение, например, оставить игрушку у друга до следующей встречи;
- участие в играх и пари (например, конкурсах с символическими призами).

Такие сделки обычно совершаются детьми самостоятельно и повсеместно распространены. По наблюдениям В.А. Белова, случаи судебного оспаривания подобных сделок неизвестны, а возникающие конфликты разрешаются во внесудебном порядке – самими детьми или их законными представителями.
Ранее действовавшие Примерные правила работы предприятия розничной торговли (утв. Письмом Роскомторга от 17.03.1994 № 1-314/32-9) допускали продажу товаров повседневного спроса детям, способным самостоятельно совершать покупку и производить расчёт, без указания минимального возраста.
В.А. Белов полагает, что в отношении малолетних до шести лет сформировался юридический обычай, фактически отменяющий запрет п. 1 ст. 28 ГК РФ на совершение ими сделок. При этом фактическая сделкоспособность определяется соответствием сделки потребностям ребёнка и его способностью к исполнению принимаемых обязательств.
Также малолетние не обладают гражданской деликтоспособностью, то есть не могут нести ответственность за свои действия. В качестве представителя лицам до 14 лет назначается опекун.

### Условия наличия дееспособности
Гражданская дееспособность наступает в полном объёме:
1. по достижении гражданином восемнадцатилетнего возраста
2. со времени вступления в брак до достижения возраста 18 лет, в случаях, когда это допускается законом;
3. с момента эмансипации

Одним из условий наличия дееспособности является наличие воли.

### Ограничение дееспособности
Дееспособность не может быть ограничена кроме как в случаях, предусмотренных законом. Суд может ограничить права частично дееспособных лиц. В случаях, когда брак с несовершеннолетним признан недействительным, суд может ограничить дееспособность несовершеннолетнего бывшего супруга.

### Дееспособность в правоотношениях с иностранным элементом
Гражданская дееспособность иностранного лица определяется по личному закону физического лица.

## Вменяемость и дееспособность
Дееспособность в основном относится к гражданскому праву, вменяемость — к уголовному.
Возможно признание невменяемым лица, признанного, тем не менее, дееспособным. Например, при совершении преступления в состоянии острого психического расстройства, которое затем ослабло.

## Физические недостатки и дееспособность
Дееспособность может быть ограничена в силу отдельных физических недостатков. Так статья 32 Гражданского Кодекса Италии считает наличие глухонемоты основанием ограничения дееспособности.

## Банкротство и дееспособность
Дееспособность организации или гражданина ограничивается во время разных процедур банкротства.